# Innesco
L'innesco è la condizione energetica necessaria perché la reazione di combustione abbia luogo.
Col termine innesco è indicata anche quella parte del fondello del bossolo (detta nello specifico, capsula a percussione), tipica delle cartucce a percussione centrale, usate nelle armi da fuoco, con lo stesso scopo. 
Il termine è usato anche, con una accezione più generale, nell'utilizzo bellico; l'operazione contraria è invece detta "disinnesco".

## Ruolo nelle combustioni

Il triangolo del fuoco

La presenza di una fonte di innesco, assieme a un combustibile e ad un comburente, è un requisito essenziale affinché possa avvenire una reazione di combustione. Senza di esso (così come senza un combustibile o un comburente), la combustione non può quindi avere luogo.
Il comburente e il combustibile sono quindi i reagenti necessari alla combustione, che in seguito a tale reazione chimica forniscono i prodotti di reazione (spesso anidride carbonica, oltre, a seconda del particolare caso, eventuale monossido di carbonio, NOx, SOx e altri prodotti) e energia (soprattutto sotto forma di calore, ma anche energia luminosa e, nel caso di esplosione, energia cinetica e acustica):
combustibile + comburente + fonte d'innesco →  prodotti + energia
Non è sufficiente che il combustibile e il comburente siano in intimo contatto perché la reazione avvenga, ma occorre che almeno in una sua parte la temperatura della reazione sia sufficientemente elevata da provocare l'accensione (cioè da far sì che l'energia del sistema sia tale da superare l'energia di attivazione della reazione di combustione).
L'innesco può anche essere dato a una piccola parte della miscela perché la combustione si propaghi spontaneamente. L'innesco poi darà vita alla combustione dell'intera miscela.

## Caratteristiche
È costituito da qualsiasi sorgente di calore (fiamma, scintilla, corpo caldo) che 
abbia i seguenti requisiti:
- temperatura uguale o superiore a quella della miscela.
- apporto di energia calorica.
- durata sufficiente del tempo di contatto

## Fonti di alimentazione
Gli inneschi possono avere anche origini concomitanti:
- elettrica (funzionamento difettoso di un dispositivo elettrico, surriscaldamento di un conduttore, corto circuito, fulmine).
- ottica (concentrazione radiante di raggi calorifici su un oggetto).
- chimica (reazione tra sostanze diverse con produzione di calore).
- biologica (calore prodotto dalla sostanza stessa).
- termica (fiamma, corpo incandescente).
- meccanica (energia meccanica che si trasforma in energia termica ad esempio per lo sfregamento di due corpi).

## Tipologie
In generale le fonti di innesco vengono poi suddivise nelle seguenti quattro categorie:
- accensione diretta: quando una fiamma, una scintilla o altro materiale incandescente entra in contatto con un materiale combustibile in presenza di ossigeno (operazioni di taglio e saldatura, fiammiferi e mozziconi di sigaretta, lampade e resistenze elettriche, scariche statiche).
- accensione indiretta: quando il calore di innesco si trasmette per convezione, conduzione o irraggiamento.
  - per convezione: si trasmette per convezione quando la trasmissione del calore è accompagnata da un movimento di materia (correnti di aria calda, che diffondono l'incendio attraverso un vano scala o altri collegamenti verticali negli edifici).
  - per conduzione: quando la propagazione del calore avviene attraverso gli elementi metallici strutturali degli edifici.
  - per irraggiamento: il calore prodotto dalla combustione si trasmette all'ambiente circostante quando l'energia si propaga direttamente per mezzo delle onde elettromagnetiche (come per la luce)
- per attrito: quando il calore è prodotto dallo sfregamento di due materiali (malfunzionamento di parti meccaniche rotanti quali cuscinetti, motori, urti, rottura violenta di materiali metallici).
- autocombustione: quando il calore viene prodotto dallo stesso combustibile che comporta, quando ammassato, un eccessivo riscaldamento sino alla sua accensione (fermentazione di vegetali[1], cumuli di carbone, stracci o segatura imbevuti di liquidi infiammabili, incendi boschivi).

## Utilizzo bellico
In ambito militare sono utilizzati per accendere la carica di lancio delle munizioni. Gli inneschi comuni in artiglieria comprendono i detonatori a contatto, a ritardo, a tempo e prossimità (a tempo variabile). Gli inneschi a contatto esplodono al contatto col suolo. Gli inneschi a ritardo sono progettati per penetrare per una breve distanza prima di esplodere. Gli inneschi a tempo, come dice il termine, esplodono un certo tempo dopo che il proiettile è stato sparato per ottenere un'onda d'urto aerea sopra l'obiettivo. Gli inneschi a tempo sono predisposti in genere ad un decimo di secondo. Gli inneschi a prossimità o a tempo variabile contengono un semplice transceiver radio attivato ad un certo tempo dopo lo sparo per far esplodere il proiettile quando il segnale riflesso dal suolo raggiunge una certa intensità, corrispondente a circa sette metri. Gli inneschi sono armati dalla rotazione del proiettile impressa dalle rigature della canna generalmente dopo qualche centinaio di rotazioni.